# Nom de Seth
Le nom de Seth est un nom utilisé à la IIe dynastie, en remplacement du nom d'Horus qui entre dans la titulature des pharaons.
Le roi Péribsen (vers 2734 à 2714 av. J.-C.) a eu le désir de mettre le dieu Seth au rang de divinité principale et il a changé dans sa titulature son nom d’Horus en faveur d'un nom de Seth.
On peut supposer que le nom de Péribsen a été usurpé, ou que lors de son règne une révolution religieuse a eu lieu, ce qui l'a incité à prendre un nom de Seth.
Les cinq noms de la titulature utilisés à partir du roi Khéphren (IVe dynastie) sont :
- le nom d'Horus,
- le nom de Nebty,
- le nom d'Horus d'or,
- le nom de Nesout-bity,
- le nom de Sa-Rê.